# Колониальный период в истории Венесуэлы
Колониальный период в истории Венесуэлы — период испанской колонизации Венесуэлы.
Испанские экспедиции во главе с Колумбом и Алонсо де Охеда достигли берегов современной Венесуэлы в 1498 и 1499 годах. Первоначально европейцев привлекли колонии жемчужных устриц у побережья. Испания создала свое первое постоянное поселение в Южной Америке в современном городе Кумана в 1522 году, а в 1577 году Каракас стал столицей провинции Венесуэла. В течение нескольких лет также существовала немецкая колония Кляйн-Венедиг (Маленькая Венеция).
Колониальная экономика XVI—XVII веков была сосредоточена на добыче золота и животноводстве. Относительно небольшое число колонистов заняло земли коренных жителей и поработило их, заставив работать на шахтах. Позднее для этого стали завозить африканцев. Венесуэльские территории управлялись из столиц вице-королевств Новая Испания и Перу.
В XVIII веке вдоль побережья росли плантации какао, для их освоения ввозили новых рабов из Африки. Какао-бобы стали основным экспортным товаром Венесуэлы, их продажу монополизировала Compañía Guipuzcoana de Caracas. Большинство уцелевших коренных жителей к тому времени уже мигрировали на юг, где были активны испанские миссионеры. Интеллектуальную активность сформировавшейся креольской элиты была поддержана открытием университета в Каракасе. Провинция Венесуэла была включена в состав Новой Гранады в 1717 году и стала генерал-капитанством Венесуэла в 1777 году.
Борьба за независимость началась в 1810 году, когда Испания испытала наполеоновское вторжение. Последовала Венесуэльская война за независимость. Республика Великая Колумбия стала независимой от Испании в 1821 году под руководством Симона Боливара, Венесуэла вышла из её состава в 1830 году.

## Разведка
Христофор Колумб проходил вдоль восточного побережья Венесуэлы в своей третьей экспедиции в 1498 году. Эта экспедиция обнаружила так называемые «Жемчужные острова» Кубагуа и Маргарита у северо-восточного побережья Венесуэлы. Более поздние испанские экспедиции решили повторно освоить богатые жемчужными устрицами острова, а также покорить коренных жителей островов. Начался столь интенсивный сбор жемчуга, что он стал одним из наиболее ценных ресурсов зарождавшейся Испанской империи в Северной и Южной Америке между 1508 и 1531 годами, что привело к тому, что ресурс очень скоро иссяк.
Испанская экспедиция во главе с Алонсо де Охеда, прошедшая вдоль северного побережья Южной Америки в 1499 году, дала местности название Венесуэла («Маленькая Венеция»), из-за его сходства венесуэльских заливов с ландшафтом Венеции.

## Раннее заселение
Испанская колонизация материковой части Венесуэлы началась в 1502 году, когда испанцы основали первое постоянное поселение на месте современного города Кумана, которое было основано в 1515 году доминиканскими монахами.
В то время коренные народы жили в основном племенами, занимаясь земледелием и охотой, вдоль побережья, в горной цепи Анд и вдоль реки Ориноко.
В 1527 году Хуан де Ампиэс основал город Санта-Ана-де-Коро и стал первым губернатором провинции Венесуэла. Коро был столицей провинции до 1546 года, далее этот статус имел Эль-Токуйо (1546—1577), пока столица не была перенесена в Каракас в 1577 году Хуаном де Пиментелом.
Кляйн-Венедиг («Маленькая Венеция») была самой крупной немецкой колонией в Америке, в 1528—1546 годах. Она была основана на деньги аугсбургских банкиров Вельзеров, которые получили колониальные права в Венесуэле в обмен на прощение долга Карлу I Испанскому. Основной целью основания колонии был поиск легендарного золотого города Эльдорадо. Предприятие первоначально возглавил Амброзиус Эхингер, который основал Маракайбо в 1529 году. После смерти Эхингера в 1533 году колонию возглавляли Николаус Федерман и Георг фон Шпейер (1540 год). Филип фон Хуттен продолжил исследования местности, в его отсутствие корона Испании заявила свои права на колонию. По возвращении в Санта-Ана-де-Коро в 1546 году испанский губернатор Хуан де Карвахаль казнил Хуттена и Бартоломеуса Вельзера. Впоследствии Карл I отозвал дарственную на колонию к Вельзеров.
К середине XVI века в современной Венесуэле проживало не многим больше, чем 2000 европейцев. Открытие золотых рудников в Яракуе привело к появлению, его объектами сначала стали коренные жители, а затем ввезенные африканцы. Экономическому успеху колонии способствовал подъём скотоводства, которому способствовали травянистые равнины льянос. Общество Венесуэлы состояло из небольшого числа испанских землевладельцев и местных пастухов, напоминая примитивный феодализм.
В течение XVI—XVII веков население региона все больше перетекает в прибрежные города. Власти вице-королевств Новая Испания и Перу, расположенных на участках, ранее занимаемых столицами ацтеков и инков, проявили больший интерес к близлежащих золотым и серебряным шахтам Венесуэлы, чем к сельскохозяйственным территориям Венесуэлы.

## Новая Гранада и генерал-капитанство (1717—1812)
Провинция Венесуэла находилась в составе вице-королевства Новая Гранада (создана в 1717 году). Провинция стала генерал-капитанством Венесуэла в 1777 году.
В XVIII веке население страны по-прежнему было сконцентрировано вдоль побережья, где были обустроены плантации какао, укомплектованные гораздо большим количеством ввозимых африканских рабов. Довольно много африканских рабов также работало на гасиендах травянистых льянос. Большинство коренных жителей мигрировали на равнины и джунгли на юге страны, где только испанские миссионеры проявляли к ним интерес (особенно францисканцы и капуцины, который составил правила грамматики и лексиконы для некоторых из их языков). Наиболее важная миссия была открыта в Сан-Томе в Гайане.
Compañía Guipuzcoana de Caracas установила монополию на торговлю с Европой. Компания стимулировала венесуэльскую экономику, особенно в развитии плантаций какао-бобов, которые стали основным экспортным товаром Венесуэлы. Она открыла венесуэльские порты для внешней торговли, хотя по факту это произошло ещё раньше. Венесуэла, как никакая другая испанская колония, имела множество контактов с Европой через английские и французские острова в Карибском море.
Каракас к этому времени стал и интеллектуальным центром страны: в 1721 году здесь был открыт университет (Центральный университет Венесуэлы), в котором преподавали латинский язык, медицину и технику, кроме гуманитарных наук. Его самый знаменитый выпускник, Андрес Бельо (1781—1865), был величайшим испанским эрудитом в Америке своего времени. В Чакао, городе к востоку от Каракаса, была открыта школа музыки, директор которой Хосе Анхель Ламас (1775—1814) сочинил несколько композиций, впечатливших европейских слушателей XVIII века.

## Независимость
К концу XVIII века стало расти недовольство венесуэльцев пренебрежением Испании делами колонии, распространению этой идеи способствовала местная интеллигенция. Вслед за выступлением рабов в окрестностях Коро в 1795 году под предводительством свободных самбо Хосе Леонардо Чирино и африканца Хосе Каридада Гонсалеса, первая масштабная попытка восстания против колониального режима в Венесуэле произошла в 1797 году, во главе с Мануэлем Гуалем и Хосе Мария Эспаньей. Их вдохновила Французская революция, но восстание было подавлено в сотрудничестве с креольской элитой — «mantuanos», не желавшей радикальных социальных изменений. Генерал Франсиско де Миранда герой Французской революции, уже давно ассоциировался с борьбой испанских колоний в Латинской Америке за независимость. Миранда предполагал создание независимой империи, состоявшей из всех территорий, которые были под испанским и португальским контролем, от реки Миссисипи до мыса Горн. Эта империя должна была находиться под руководством потомственного императора под названием «Inca», в честь великой империи инков. Он задумал имя Колумбия для этой империи.
С неофициальной британской помощью, генерал Миранда произвел попытку вторжения в генерал-капитанство Венесуэла в 1804 году. В то время Англия была в состоянии войны с Испанией, союзником Наполеона. В ноябре 1805 года Миранда отправился в Нью-Йорк, где в частном порядке начал организовывать пиратскую экспедицию, чтобы освободить Венесуэлу. Миранда нанял корабль с 20 орудиями, который он назвал Leander в честь старшего сына, и отплыл в Венесуэлу 2 февраля 1806 года, но потерпел неудачу в попытке посадки в Окумаре-де-ла-Коста.
Миранда провел следующий год в Карибском море в ожидании подкрепления от британцев, которые никак не приходили. По возвращении в Англию он был встречен поддержкой британским правительством его планов. В 1808 году большой флот для атаки на Венесуэлу был собран и помещен под командованием Артура Уэлсли, но вторжение Наполеона в Испанию внезапно превратило Испанию в союзника Англии, и собранные войска были направлены на Пиренеи.
Европейские события посеяли в Венесуэле идеи независимости. Наполеоновские войны в Европе не только ослабили имперскую власть Испании, но и поставили Британию (неофициально) на сторону движения за независимость. В мае 1808 года Наполеон добился отречений Фердинанда VII и Карла IV, после чего назначил королем Испании своего собственного брата Жозефа Бонапарта. Это положило начало испанской войне за независимость ещё до того, как началась Война за независимость испанских колоний в Америке. Дальнейшие события развивались уже в рамках Венесуэльской войны за независимость.